# Iduna opaca
El zarcero bereber o zarcero pálido occidental (Iduna opaca)  es una especie de ave paseriforme de la familia Acrocephalidae propia del noroeste de África y la península ibérica.

## Descripción
Paseriforme de 13 cm de longitud y un peso aproximado de 11 g, de color pardo, sin marcas destacadas en su plumaje y blanco cremoso en la parte inferior.

## Distribución
Esta ave presenta una distribución restringida y discontinua que incluye Europa, África y Asia. En Europa resulta esencialmente mediterránea, faltando en grandes áreas de la península ibérica, Francia, Italia e islas del Mediterráneo Occidental. Cría también en los oasis saharianos, valle del Nilo y zonas del sur del Sahel hasta Nigeria, siendo estas poblaciones las únicas que se comportan como sedentarias.